# Аккапчигай
Аккапчига́й (узб. Oqqopchigʻay, Оққопчиғай), Пульхаки́м, Дараса́й — река (сай) в Байсунском и Кумкурганском районах Сурхандарьинской области Узбекистана, правый приток Сурхандарьи.

## Этимология названия
Название Аккапчигай означает «белая теснина».

## Общая характеристика
Длина реки составляет 61 км. Площадь бассейна равна 65,4 км². Среднегодовой расход воды — 4,9 м³/с. Аккапчигай питается снеговыми и дождевыми водами. Весной в реку впадают временные ручьи.

## Течение реки

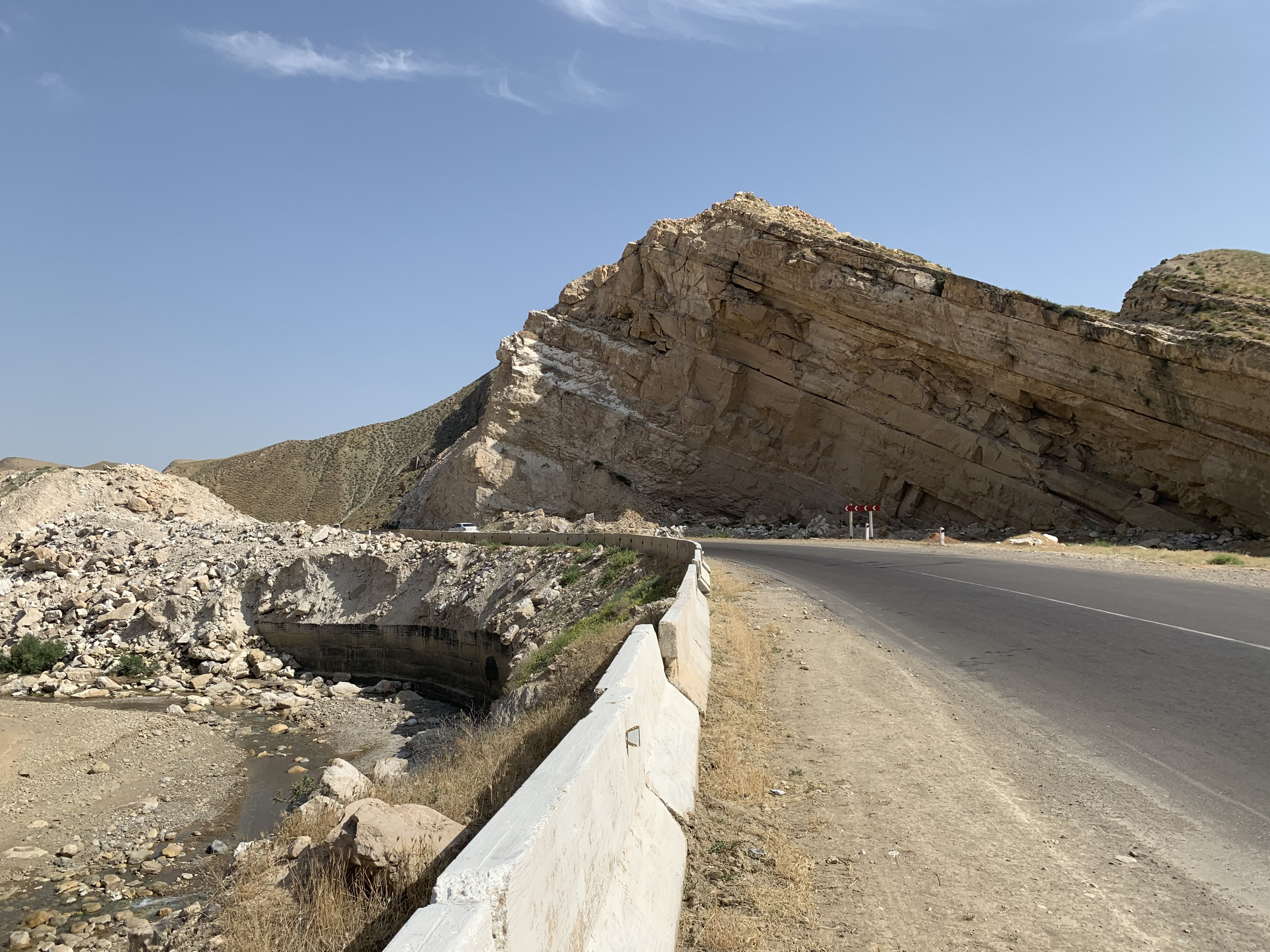
Аккапчигай и проложенная по его каньону автодорога Р-105. Видна оконечность хребта Джетымкаляс

Общее направление течения — с северо-востока на юго-запад.
Аккапчигай берёт начало в юго-восточных отрогах Гиссарского хребта — горах Байсунтау. В верховьях Аккапчигай образует ущелье с высокими склонами. Ширина ущелья составляет 6—8 метров, в нижнем течении она увеличивается до 80—150 метров. Каменные стены каньона, практически смыкаясь местами с двух берегов, образуют пики необычной формы, скальные навесы. Крупные обломки скальной породы, осыпаясь с карнизов, заваливают дно ущелья. Русло Аккапчигая здесь пролегает извилисто. На берегах Аккапчигая в верховьях расположены населённые пункты Пульхаким, Сарыкамыш. В районе урочища Карадара река прорезает Келиф-Шерабадскую (Ширабад-Сарыкамышскую) гряду, проходя между горными хребтами Агатачагыл (к северу-востоку) и Джетымкаляс (к юго-западу). Этот проход образован вымыванием известняковых склонов током воды. Долина Пульхакима связывает район города Байсуна с долиной Сурхандарьи. По его ущелью проложена часть автотрассы Р-105, связывающей районные центры Байсун и Шурчи.
Ниже ущелья Аккапчигай от русла отделяются пересыхающие рукава (в районе кладбища Каганыата). На границе Байсунского и Кумкурганского районов река Аккапчигай пересекается с одноимённым каналом. Здесь расположен кишлак Кетман-1. В низовьях русло образует меандры. Ниже кишлака Аккапчигай пересекает железнодорожную линию Термез — Душанбе и автотрассу М-41. За пересечением впадает справа в реку Сурхандарью в районе северо-восточной оконечности Южно-Сурханского водохранилища, на высоте 415 м. При впадении представляет собой селевой овраг.

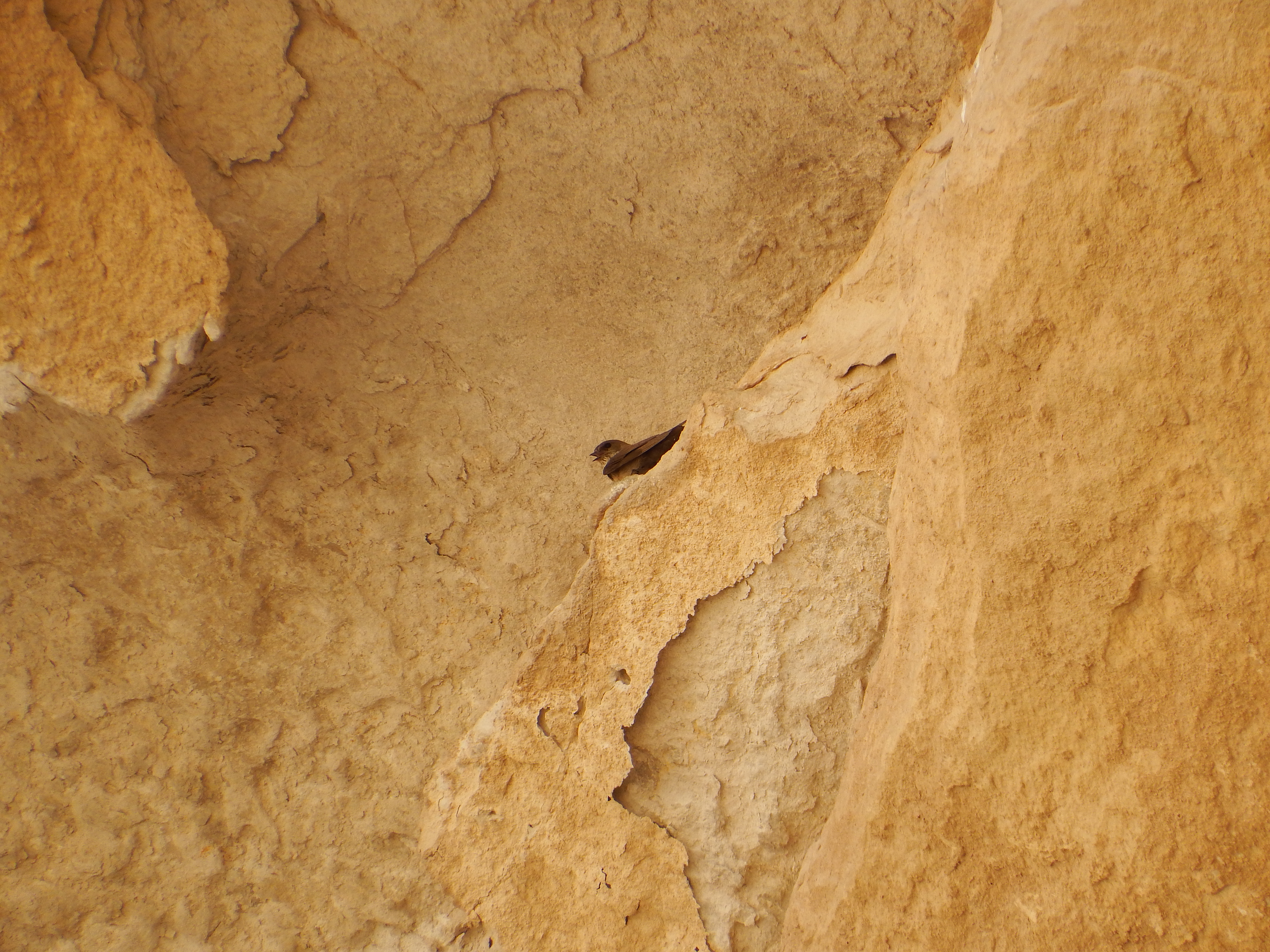
Гнездование скалистой ласточки в ущелье Аккапчигая

## Природа
По Аккапчигаю Ю. Н. Андреевым в 1966 году описана Аккапчигайская свита. По руслу реки известны окаменелости фораминифер (Dorothia exilis) и аммонитов (Anahoplites, Stantonoceras guadalupae).
В ущелье Аккапчигая зафиксирована одна из редчайших гнездовых колоний малого стрижа на территории стран СНГ. Колония была обнаружена С. Алексеевым в 1911 году.